# Можливо (фільм)
Можливо (фр. Peut-être) — французька наукова-фантастична кінокомедія 2000 року, знята Седріком Клапішем, з Роменом Дюрісом і Жаном-Полем Бельмондо у головних ролях.

## Сюжет
Артур у новорічну ніч 2000 року йде разом зі своєю подругою на галасливу молодіжну вечірку і там дізнається про її мрію — зачати дитину в перший день нового року. Ось тільки Артур не готовий до таких рішень, він молодий, йому ще хочеться свободи і зовсім не хочеться додаткової відповідальності. Тієї ж ночі він випадково виявляє вікно в часі, яке переносить його на десятиліття вперед, до Парижа, занесеного піщаними дюнами. Тут він зустрічає свого вже досить похилого віку сина Ако, а заодно і численних онуків і правнуків. Артур розгублений, адже, як з'ясовується, саме від тієї самої ночі 1 січня залежить майбутнє всього сімейства, і водночас він не поспішає повертатися і ставати батьком. Тепер його рідним з майбутнього будь-якою ціною потрібно змусити змінити його погляди на життя.

## У ролях
- Ромен Дюріс — Артур
- Жан-Поль Бельмондо — Ако
- Жеральдін Пайя — головна роль
- Жюлі Депардьйо — головна роль
- Еммануель Дево — другорядна роль
- Басс Дем — другорядна роль
- Леа Дрюкер — другорядна роль
- Елен Фійєре — другорядна роль
- Домінік Фро — другорядна роль
- Олів'є Гурме — другорядна роль
- Ліз Ламетрі — другорядна роль
- Рітон Лібман — другорядна роль
- Ліліана Ровер — другорядна роль
- Паскаль Тернісьєн — другорядна роль
- Зінедін Суалем — другорядна роль
- Венсан Ельбаз — другорядна роль
- Жан-П'єр Бакрі — другорядна роль
- Марк Берман — другорядна роль
- Бернар Больцінгер — другорядна роль
- Лоран Дойч — другорядна роль
- Каті Гетта — другорядна роль
- Седрік Клапіш — другорядна роль
- Рене Ле Кальм — другорядна роль
- Жослен Ківрен — другорядна роль
- Скрімінг Джей Хоукінс — другорядна роль
- Метью Жене — другорядна роль
- Марселіна Лорідан Івенс — другорядна роль
- Олів'є Пі — другорядна роль
- Крістоф Реймон — другорядна роль
- Еліза Серв'є — другорядна роль
- Данієль Гейн — другорядна роль
- Рафаель — другорядна роль

## Знімальна група
- Режисер — Седрік Клапіш
- Сценаристи — Сантьяго Амігорена, Алексіс Гальмо, Седрік Клапіш, Крістіан Венсан
- Оператор — Філіпп Ле Сурд
- Композитори — Луї Дюрі, Матьє Дюрі
- Художник — Франсуа Емманюеллі
- Продюсери — Айса Джабрі, Фарід Лахуасса, Мануель Мунц, Катя Панлу, Джералдін Польвероні